# Hespérétine
L'hespérétine est un composé organique de la famille des flavanones, un sous-groupe des flavonoïdes. On la trouve dans la nature principalement sous la forme de son hétéroside, l'hespéridine.

## Historique
L'hespérétine a été isolée pour la première fois en 1928, par hydrolyse de l'hespéridine.

## Propriétés
L'hespérétine naturelle est chirale. Le pouvoir rotatoire spécifique de la (S)-(−)-hespérétine est de −37,6 ° (c = 1,8 M dans l'éthanol à 27 °C).

### Propriétés pharmacologiques
L'hespérétine est un puissant antioxydant qui empêche notamment le peroxydation des lipides et peut protéger les cellules nerveuses  (neuroprotection).
En outre, l'hespérétine et ses métabolites réduisent la teneur en lipides du sang car ils empêcheraient la biosynthèse de cholestérol.

## Hétérosides
Son principal hétéroside est l'hespéridine, son 7-O-rutinoside, présent dans les fruits du genre Citrus, et utilisée pour ses propriétés pharmacologiques. L'hespérétine est un produit de la métabolisation de l'hespéridine.
L'hespérétine a aussi un 7-néohespéridoside, la néohespéridine, et l'hespérétine 7-rhamnoside, qui est présent dans Cordia obliqua.